# José Maria Nemesio Otaño Eguino
José Maria Nemesio Otaño Eguino (Azkoitia, 19 de desembre de 1880 — Sant Sebastià, 29 d'abril de 1956) va ser un organista i compositor basc.
Otaño es va mudar a San Sebastiá el 1956 i va unir-se a la Companyia de Jesús el 1896, on va ser nomenat organista de la basílica d'Azpeitia. Va promoure la restauració de la música sacra segons les directrius establertes per Pius X. Fundà la revista Música Sacro Hispana i dirigí la Schola Cantorum del seminari de Comillas. Després de la Guerra Civil, va ser nomenat director del Conservatori de Madrid. Algunes de les seves obres més importants són Suite basca i Miserere.